# Fractura cervical

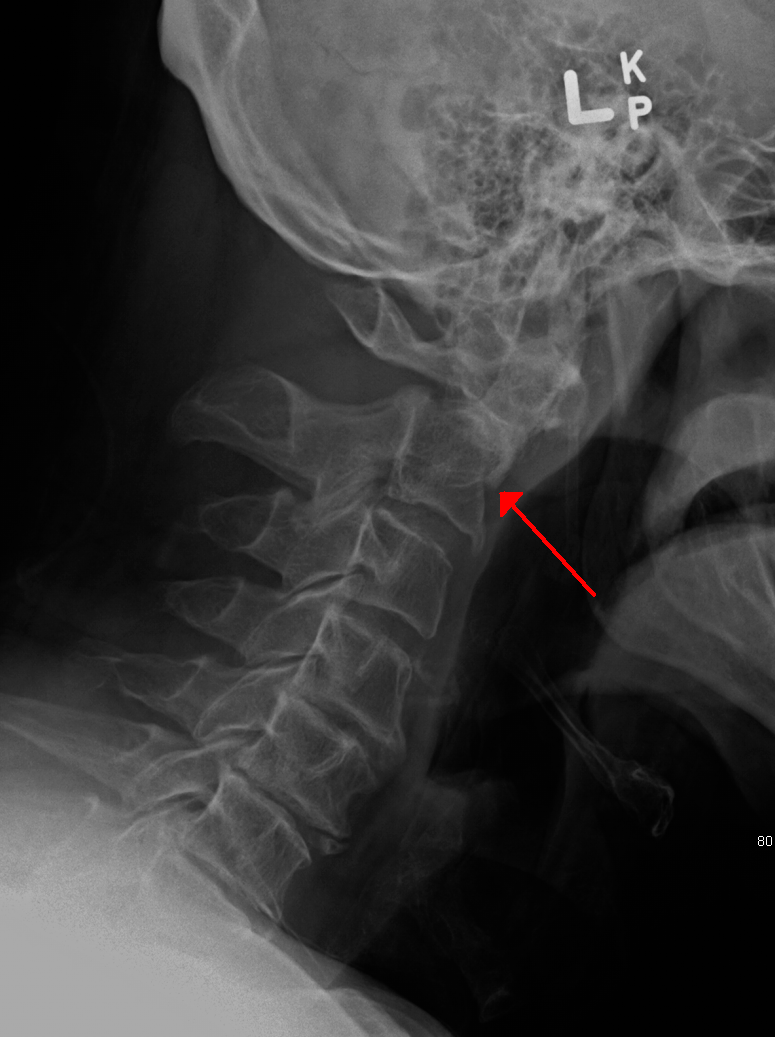
Fractura. Radiografía.

Una fractura cervical, comúnmente llamada fractura de cuello, es una fractura de cualquiera de las siete vértebras cervicales del cuello. Ejemplos de causas comunes en los seres humanos son las colisiones de tráfico y las zambullidas en aguas poco profundas. El movimiento anormal de los huesos del cuello o de los trozos de hueso puede causar una lesión de la médula espinal que provoca pérdida de sensibilidad, parálisis o, por lo general, la muerte instantánea.

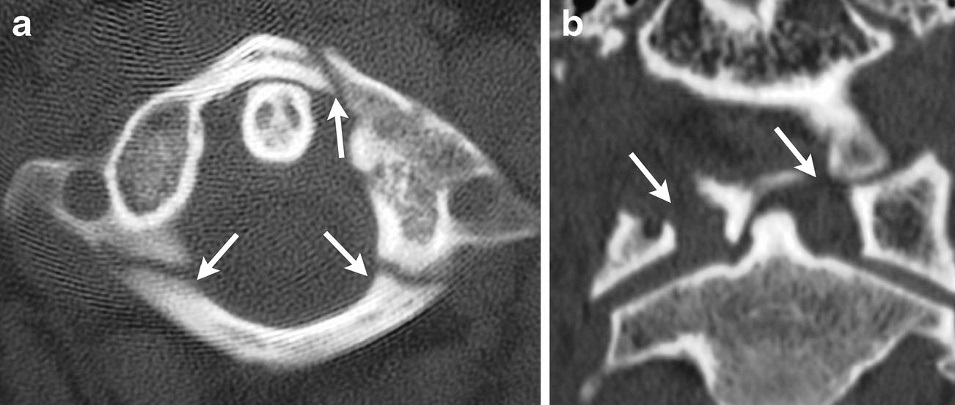
C1 fractura indicada con flechas, izquierda: vista superior, derecha: vista lateral. Tomografía axial computarizada.

## Causas
Se necesita una fuerza considerable para causar una fractura cervical. Las colisiones con vehículos y las caídas son causas comunes. Una torsión fuerte y repentina del cuello o un golpe fuerte en la cabeza o en la zona del cuello pueden causar una fractura cervical.
Los deportes que implican un contacto físico violento conllevan un riesgo de fractura cervical, como el fútbol americano, el fútbol (especialmente el portero), el hockey sobre hielo, el rugby y la lucha libre. Por ejemplo, lanzar a un adversario en el fútbol o el rugby puede provocar una fractura de cuello. Las fracturas cervicales también pueden producirse en algunos deportes sin contacto, como la gimnasia, el esquí, el submarinismo, el surf, la halterofilia, la hípica, el ciclismo de montaña y el automovilismo.
Ciertas lesiones penetrantes en el cuello también pueden provocar una fractura cervical que también puede causar una hemorragia interna, entre otras complicaciones.
La ejecución por ahorcamiento tiene por objeto causar una fractura cervical mortal. El dogal se coloca a la izquierda del condenado, de modo que al final de la caída, la cabeza es sacudida bruscamente hacia arriba y hacia la derecha. La fuerza rompe el cuello, provocando una pérdida inmediata de conciencia y la muerte en pocos minutos.

## Diagnóstico

### Examen físico
La historia clínica y la exploración física pueden ser suficientes para despejar la columna cervical. Las reglas de predicción clínica más destacadas para determinar qué pacientes necesitan imágenes médicas son la regla canadiense de la columna cervical y el Estudio Nacional de Utilización de Radiografías de Emergencia (NEXUS).

### Elección de imágenes médicas
- En los niños, la TC del cuello está indicada en los casos más graves, como los déficits neurológicos, mientras que la radiografía es preferible en los casos más leves, según las directrices estadounidenses y británicas. Las directrices suecas recomiendan la TC en lugar de la radiografía en todos los niños mayores de 5 años.
- En los adultos, las directrices del Reino Unido son en gran medida similares a las de los niños. Las directrices de EE. UU., en cambio, recomiendan la TC en todos los casos en los que está indicada la obtención de imágenes médicas, y que la radiografía sólo es aceptable cuando la TC no está disponible.

## Detección radiográfica
En la tomografía computarizada o en la radiografía, puede visualizarse directamente una fractura cervical. Además, los signos indirectos de lesión de la columna vertebral son las incongruencias de las líneas cervicales, y/o el aumento del grosor del espacio prevertebral.